# Usma-See
Der Usma-See (lettisch: Usmas ezers) ist ein See im Westen Lettlands 45 Kilometer südöstlich von Ventspils. Nach Volumen gemessen, ist er der zweitgrößte See Lettlands.
1253 wurde der See als stagnum Husman erstmals urkundlich erwähnt.
Es handelt sich um einen Glazialsee der letzten Eiszeit. Der tiefste Punkt des Sees liegt als Kryptodepression unter dem Meeresspiegel.
Die Inseln des Usma-Sees belegen eine Gesamtfläche von 4,2 Quadratkilometern. Die Viskūži-Insel ist mit 309,2 Hektar die größte Seeninsel Lettlands. Am meist flachen Ufer befinden sich Inlanddünen. Die Umgebung sind ausgedehnte Waldgebiete. Es gibt zehn größere Zuflüsse in den See. Der Abfluss erfolgt über den Fluss Engure und den Puze-See in die Rinda.
Im See sind neun verschiedene Fischarten konstatiert. Das 1912 gegründete Reservat Moritz-Insel ist das älteste Naturschutzgebiet Lettlands. Der Usma-See ist ein beliebter Ort für den Segelsport. Es existieren zahlreiche  touristische Erholungseinrichtungen.